# Osťor (přítok Sože)
Osťor (rusky Остёр, bělorusky Асцёр) je řeka ve Smolenské oblasti v Rusku a v Mohylevské oblasti v Bělorusku. Je 274 km dlouhá. Povodí má rozlohu 3 490 km².

## Průběh toku
Pramení ve Smolenské vysočině. Ústí zleva do řeky Sož (povodí Dněpru).

### Přítoky
- zprava – Stomeť, Ostrik, Němka, Krapivnaja
- zleva – Velká Navlja, Šumjačka, Rydyga, Černá Rydyga

## Vodní režim
Zdrojem vody jsou především sněhové srážky. Průměrný průtok vody ve vzdálenosti 36 km od ústí činí 20,8 m³/s. Zamrzá v listopadu až na začátku ledna a rozmrzá na konci března až v dubnu.

## Využití
Na řece leží město Roslavl.